# Sumaré
Sumaré ist eine Stadt im brasilianischen Bundesstaat São Paulo. Im Jahr 2022 lebten in Sumaré dem brasilianischen Zensus zufolge 279.545 Menschen auf 153 km².

## Geschichte
Die Gemeinde wurde 1953 durch Landesgesetz gegründet.

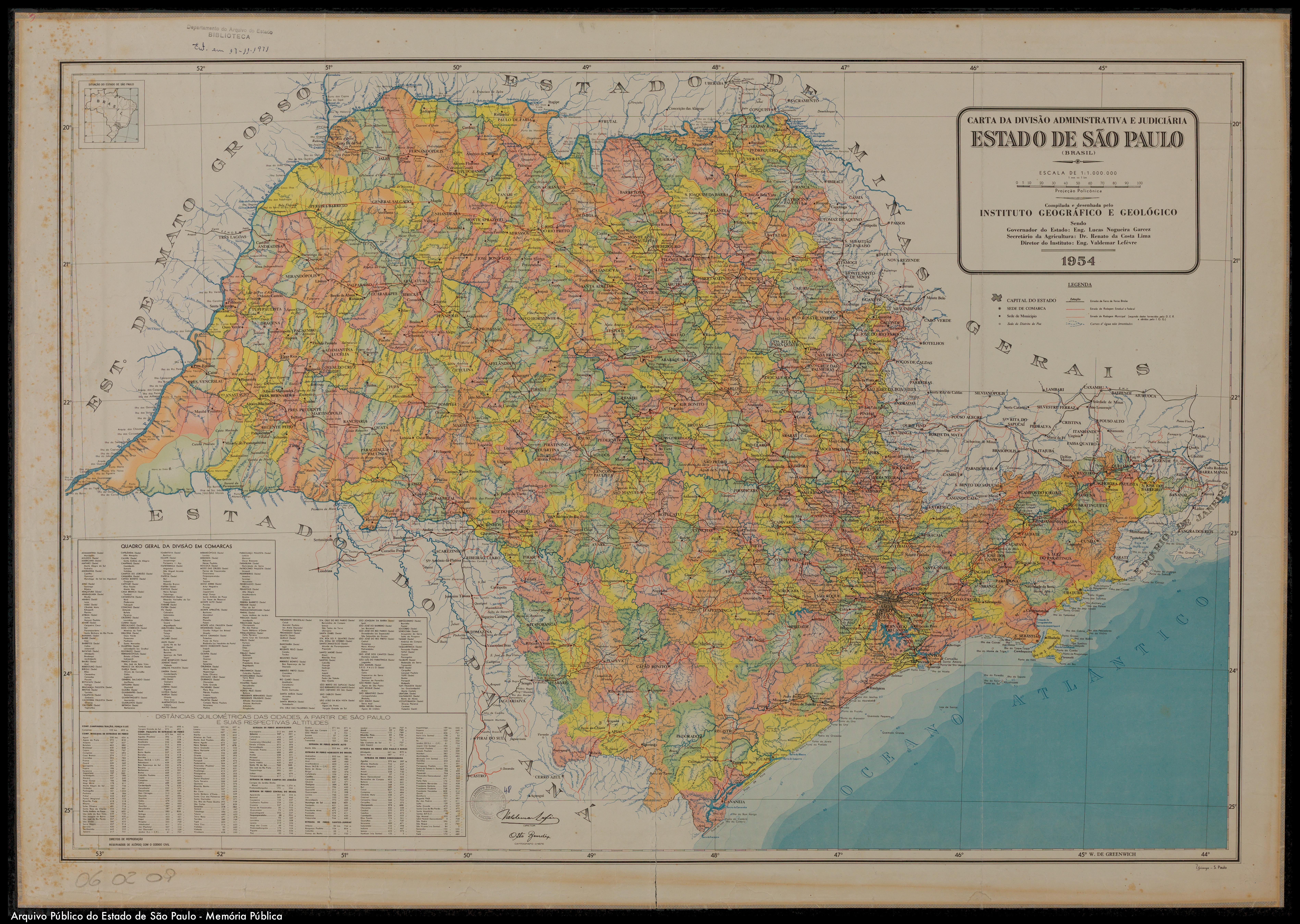
Karte des Bundesstaates São Paulo (1953).

## Bevölkerung
| Bevölkerungsentwicklung | Bevölkerungsentwicklung |
| Jahr                    | Bevölkerung             |
| ----------------------- | ----------------------- |
| 1960                    | 10.663                  |
| 1970                    | 23.074                  |
| 1980                    | 101.851                 |
| 1991                    | 226.870                 |
| 2000                    | 196.723                 |
| 2010                    | 241.311                 |
| 2022                    | 279.545                 |
| [ 3 ] [ 4 ] [ 5 ]       |                         |

## Wirtschaft
Honda betreibt hier ein Montagewerk für den südamerikanischen Markt.

## Bildung
Die Universidade Estadual de Campinas hat einen Campus in Sumaré.

## Religion
Das Christentum ist in der Stadt wie folgt vertreten:

### Römisch-katholische Kirche
Die katholische Kirche in der Gemeinde ist Teil der Erzbistum Campinas.

### Protestantische Kirche
In der Stadt gibt es die unterschiedlichsten evangelischen Glaubensrichtungen, hauptsächlich Pfingstler, darunter die brasilianischen Assemblies of God, die Christliche Kongregationalistische Kirche in Brasilien, und andere.